# Néo Petrítsi
Néo Petrítsi (Neo Petritsi) är en ort i Grekland.   Den ligger i prefekturen Nomós Serrón och regionen Mellersta Makedonien, i den norra delen av landet, 400 km norr om huvudstaden Aten. Néo Petrítsi ligger 101 meter över havet och antalet invånare är 1 932.
Terrängen runt Néo Petrítsi är varierad. Runt Néo Petrítsi är det ganska tätbefolkat, med 52 invånare per kvadratkilometer. Närmaste större samhälle är Sidirókastro, 9,1 km sydost om Néo Petrítsi. Trakten runt Néo Petrítsi består till största delen av jordbruksmark.